# Balkan-Kurzohrmaus
Die Balkan-Kurzohrmaus oder Balkan-Kleinwühlmaus (Microtus thomasi) ist ein im Südosten Europas verbreitetes Nagetier aus der Familie der Wühler. Die Art zählt innerhalb der Feldmäuse zur Untergattung Terricola und steht in näherer Verwandtschaft zur Mittelmeer-Kleinwühlmaus (Microtus duodecimcostatus).

## Merkmale
Erwachsene Exemplare sind mit einer Kopf-Rumpf-Länge von 71 bis 119 mm, einer Schwanzlänge von 12 bis 30 mm und einem Gewicht von 20 bis 44 g größere Vertreter ihrer Gattung. Die Individuen nördlicher Populationen sind allgemein größer als Exemplare südlicher Populationen. Kennzeichnend für die Balkan-Kurzohrmaus ist ein großer abgerundeter Kopf mit dunklem Fell. Während der Rücken mit rotbraunem Fell bedeckt ist, tragen die Körperseiten hellbraunes Fell und die Unterseite ist grau gefärbt. Die Schneidezähne ragen etwas aus dem Mund heraus. Von den sechs Zitzen der Weibchen liegen zwei auf der Brust und vier im Leistenbereich.

## Verbreitung
Das Verbreitungsgebiet reicht vom Süden Bosnien-Herzegowinas und Süden Serbiens über Montenegro, Nordmazedonien und vermutlich Albanien bis nach Griechenland, wo die Halbinseln Peloponnes und die Insel Euböa erreicht werden. Die Art lebt im Flachland und in Gebirgen bis 1700 Meter Höhe. Zum Habitat zählen unterschiedliche Gebiete mit einer ausgeprägten Erdschicht, in der Baue gegraben werden können. Dazu gehören ursprüngliche Wiesen, Weideland, offene Wälder, Felder und Gärten.

## Lebensweise
Die Balkan-Kurzohrmaus gräbt mit ihren Vorderpfoten und den Schneidezähnen unterirdische Tunnelsysteme und hält sich nur in Ausnahmefällen auf dem Grund auf. Die Gänge sind pro Bau 3 bis 25 Meter lang mit einem Durchmesser von 3,5 bis 4 Zentimetern. Die ausgeworfenen Erdhaufen an den Ausgängen sind 3 bis 15 Zentimeter hoch und haben einen Durchmesser von 5 bis 25 Zentimeter. Tunnel zur Nahrungssuche liegen dicht unter der Oberfläche und andere Teile des Baus liegen bis 60 Zentimeter tief. Zum Bau gehören Nestkammern, die mit trockenen Pflanzenteilen gepolstert werden, Vorratskammern und Latrinen. Die Erweiterung des Systems erfolgt meist nach Regen. Weibchen mit Jungtieren und ältere Jungtiere sind die aktivsten Gräber. Exemplare in Gefangenschaft schliefen dicht nebeneinander. Möglicherweise teilen sich auch wilde Individuen einen Bau.
Zur Nahrung zählen Knollen, Wurzeln, Zwiebeln, krautige Stängel, Blätter, Gras, Körner und Früchte. Ein Wurf besteht meist aus 4 bis 6 Nachkommen und allgemein aus 2 bis 8 Nachkommen.

## Gefährdung
Für den Bestand liegen keine Bedrohungen vor und die Gesamtpopulation gilt als stabil. In Landwirtschaftsgebieten und Gärten wird die Balkan-Kurzohrmaus als Schädling betrachtet. Die IUCN listet die Art als nicht gefährdet (least concern).